# Orión (torpedero)
El Orión fue un torpedero de la Armada Española. Como otros torpederos de su clase, debe su nombre al Orión de la mitología griega, que a su vez da nombre a la constelación homónima.

## Historia
En 1885 los astilleros Germania-Werft de Kiel comenzaron, motu proprio, la construcción de un torpedero que fue ofrecido a varias armadas. El buque fue reconocido y encontrado satisfactorio por la Armada Española. Por Real Decreto de 16 de octubre de 1885 se autorizó su compra, que tuvo lugar el 2 de noviembre.
El Orión fue botado el 1 de diciembre, quedó terminado a finales de año y llegó a Ferrol el 20 de marzo de 1886.
Durante la Guerra Hispano-Estadounidense, el Orión fue encuadrado en la Segunda División de Torpederos, que debía defender Ferrol y las rías bajas ante un hipotético ataque de los Estados Unidos. Salió de Cádiz hacia su nueva base gallega en compañía de los torpederos Habana y Halcón. Frente a la costa portuguesa sufrió una avería, permitiendo las autoridades lusas que fondeara en Faro para repararla.
Ya en el siglo XX, al igual que los demás torpederos de la Armada, perdió su nombre y pasó a denominarse Torpedero N.º 11 por Real Orden de 26 de septiembre de 1905.
El 8 de abril de 1911 colisionó con el Azor, que se perdió en este accidente. A partir del 1 de enero de 1912 fue nuevamente renombrado como torpedero N.º 42. Fue dado de baja en la Armada en 1915.